# Heinrich Brandweiner

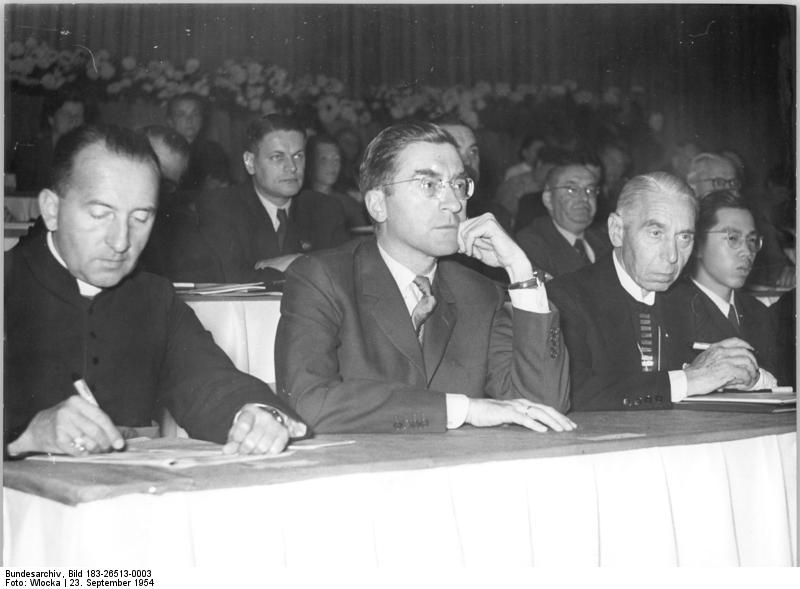
Heinrich Brandweiner (midden) in 1954 op het congres van de Oost-Duitse CDU

Heinrich Brandweiner (Wenen, 20 maart 1910 — Waidhofen an der Thaya, 22 april 1997) was een Oostenrijks jurist en staatsrechtgeleerde. 
In december 1935 promoveerde hij tot doctor in de rechtswetenschappen. Hij werd lid van de NSDAP onder nummer 6 236 254 en was in de Tweede Wereldoorlog als rechter in dienst van het Duitse leger. 
In 1952, op het hoogtepunt van de Koude Oorlog, raakte Heinrich Brandweiner, die inmiddels als privaatdocent en bijzonder hoogleraar voor kerken- en volkenrecht aan de Universiteit van Graz was benoemd, in moeilijkheden. Hij zette zich in voor de onder communistische invloed staande Österreichischer Friedensrat.
Hij bezocht als leider van de Oostenrijkse delegatie het tweede Wereldvredescongres in Warschau. Dat congres trok indertijd veel aandacht. Heinrich Brandweiner werd daar tot lid van de Wereldvredesraad gekozen.
Naar aanleiding van beschuldigingen over ernstige misdaden tegen het volkenrecht tijdens de Koreaanse Oorlog vormde de Internationale Vereinigung Demokratischer Juristen een onderzoekscommissie met Brandweiner als voorzitter. De leden deden onderzoek naar vermeende aanvallen waarbij met insecten geladen bommen zouden zijn gebruikt. De beestjes zouden door de Amerikanen met gevaarlijke ziekten zoals de pest zijn besmet. Een dergelijke bacteriologische oorlogsvoering zou een oorlogsmisdrijf zijn geweest.
De commissie bezocht Noord-Korea tussen 3 en 18 maart 1952. De leden waren geen deskundigen op het gebied van munitie of bacteriologische oorlogsvoering en aan de juistheid van hun waarnemingen werd dan ook openlijk getwijfeld. In de communistische wereld en in communistische kranten in Europa kreeg het onderzoeksrapport wel steun. De universiteit van Graz schorste hem enige tijd, maar hij werd niet ontslagen.
Brandweiner werd in 1958 door de Sovjet-Unie geëerd met de Internationale Lenin-Vredesprijs voor de Consolidatie van de Vrede tussen de Volkeren.
In 1961 liet Brandweiner weten achteraf te twijfelen aan de betrouwbaarheid van de in 1952 gebruikte tolken. Hij vroeg zich ook af of de commissie wel alle bewijsmateriaal had gezien. Deze opmerking was aanleiding voor een disciplinair onderzoek, wat echter opnieuw tot niets leidde. Prof. Heinrich Brandweiner ging in februari 1967 met "tijdelijk" emeritaat.
Brandweiner schreef enige boeken; Die christlichen Kirchen als souveräne Rechtsgemeinschaft (1948), The International Status of Austria (1951), Der österreichische Staatsvertrag (1955) en Die Pariser Verträge, dat in 1956 werd gepubliceerd.